# Élections législatives estoniennes de 2003
Les élections législatives estoniennes de 2003 sont les élections des 101 députés de la dixième législature du Riigikogu, qui ont lieu en Estonie le 2 mars 2003.

## Contexte
À la suite des élections précédentes, Mart Laar réussit à former son deuxième gouvernement, 5 ans après le premier, formé de l'Union de la patrie, du Parti de la réforme d'Estonie et du Parti populaire modéré. En 2002, cependant, la coalition éclate, minée par des divisions idéologiques. Siim Kallas, alors ministre des Finances dans le gouvernement sortant, réussit à former un cabinet avec le Parti de la Réforme (parti qu'il présidait à ce moment), et du Parti du centre, avec le soutien sans participation du Parti populaire modéré.

## Mode de scrutin
Les 101 membres du Riigikogu sont élus pour quatre ans au scrutin proportionnel plurinominal avec listes ouvertes et vote préférentiel. 75 sièges sont ainsi à pourvoir dans 12 circonscriptions de 5 à 15 sièges en fonction de leurs populations, et les 26 sièges restants, dits de « compensation » sont répartis au niveau national selon la méthode d'Hondt à tous les partis ayant dépassé le seuil électoral de 5 % des voix afin de rapprocher le plus possible les résultats en sièges à ceux du vote de la population. Les électeurs ont la possibilité d'effectuer un vote préférentiel pour l'un des candidats de la liste pour laquelle ils votent, afin de faire monter sa place dans la liste. Si un candidat recueille ainsi davantage de votes préférentiels que le montant du quotient simple dans sa circonscription, il est déclaré élu même si la liste dont il est candidat échoue à franchir le seuil national de 5 %. Le droit de vote s'obtient à 18 ans. L'Estonie utilise également le vote électronique,.

## Force en présence
| Parti | Parti                      | Chef de file   | Idéologie                                                                 | Résultats en 1999          |
| ----- | -------------------------- | -------------- | ------------------------------------------------------------------------- | -------------------------- |
|       | Parti du centre            | Edgar Savisaar | Centre à centre gauche Social-libéralisme                                 | 23,4 % des voix 28 députés |
|       | Union de la patrie         | Tunne Kelam    | Centre droit Conservatisme, démocratie chrétienne, national-conservatisme | 16,1 % des voix 18 députés |
|       | Parti de la réforme        | Siim Kallas    | Centre droit Libéralisme économique, libéralisme classique                | 15,9 % des voix 18 députés |
|       | Parti populaire modéré     | Ivari Padar    | Centre gauche Social-démocratie                                           | 15,2 % des voix 17 députés |
|       | Union populaire estonienne | Villu Reiljan  | Centre Agrarisme, conservatisme                                           | 7,6 % des voix 7 députés   |
|       | Res Publica                | Juhan Parts    | Centre droit Conservatisme                                                | Nouveau                    |

## Résultats
|                          |                                     |         |       |      |        |               |  |  |  |
| Parti                    | Parti                               | Votes   | %     | +/-  | Sièges | +/-           |  |  |  |
|                          | Parti du Centre                     | 125 709 | 25,40 | 1,99 | 28     | en stagnation |  |  |  |
|                          | Res Publica                         | 121 856 | 24,62 | Nv.  | 28     | 28            |  |  |  |
|                          | Parti de la réforme                 | 87 551  | 17,69 | 1,77 | 19     | 1             |  |  |  |
|                          | Union populaire                     | 64 463  | 13,02 | 5,75 | 13     | 6             |  |  |  |
|                          | Union de la patrie                  | 36 169  | 7,31  | 8,78 | 7      | 11            |  |  |  |
|                          | Parti populaire modéré              | 34 837  | 7,04  | 8,17 | 6      | 11            |  |  |  |
|                          | Parti populaire uni                 | 11 113  | 2,25  | 3,88 | 0      | 6             |  |  |  |
|                          | Parti populaire chrétien            | 5 725   | 1,16  | 1,27 | 0      | en stagnation |  |  |  |
|                          | Parti de l'indépendance estonienne  | 2 705   | 0,55  | Nv.  | 0      | en stagnation |  |  |  |
|                          | Parti travailliste social-démocrate | 2 059   | 0,42  | Nv.  | 0      | en stagnation |  |  |  |
|                          | Parti russe d'Estonie               | 990     | 0,20  | 1,83 | 0      | en stagnation |  |  |  |
|                          | Indépendants                        | 2 161   | 0,44  | 1,02 | 0      | en stagnation |  |  |  |
|                          |                                     |         |       |      |        |               |  |  |  |
| Votes valides            | Votes valides                       | 494 888 | 98,84 |      |        |               |  |  |  |
| Votes blancs et nuls     | Votes blancs et nuls                | 5 798   | 1,16  |      |        |               |  |  |  |
| Total                    | Total                               | 500 686 | 100   | –    | 101    | en stagnation |  |  |  |
| Abstentions              | Abstentions                         | 359 028 | 41,76 |      |        |               |  |  |  |
| Inscrits / participation | Inscrits / participation            | 859 714 | 58,24 |      |        |               |  |  |  |

## Formation du gouvernement
Un mois après le scrutin, Juhan Parts forme un gouvernement avec son parti, Res Publica, le Parti de la réforme, et l'Union populaire.

## Sources
1. ↑  « IPU PARLINE database: ESTONIE (Riigikogu), Texte intégral », sur archive.ipu.org (consulté le 10 mars 2019).
2. ↑  (et) « Valimised », sur eesti.ee, 26 janvier 2016 (consulté le 6 octobre 2018)
3. ↑  Nohlen, D & Stöver, P (2010) Elections in Europe: A data handbook, pp585–588  (ISBN 978-3-8329-5609-7)
4. ↑  « Estonia: parliamentary elections Riigikogu, 2003 », Union interparlementaire